# Municipio de Beaver (condado de Phillips)
El municipio de Beaver (en inglés: Beaver Township) es un municipio ubicado en el condado de Phillips en el estado estadounidense de Kansas. En el año 2010 tenía una población de 55 habitantes y una densidad poblacional de 0,59 personas por km².

## Geografía
El municipio de Beaver se encuentra ubicado en las coordenadas 39°47′5″N 99°34′50″O / 39.78472, -99.58056. Según la Oficina del Censo de los Estados Unidos, el municipio tiene una superficie total de 92.73 km², de la cual 92,69 km² corresponden a tierra firme y (0,05 %) 0,04 km² es agua.

## Demografía
Según el censo de 2010, había 55 personas residiendo en el municipio de Beaver. La densidad de población era de 0,59 hab./km². De los 55 habitantes, el municipio de Beaver estaba compuesto por el 100 % blancos. Del total de la población el 0 % eran hispanos o latinos de cualquier raza.